# Llano Abajo
Llano Abajo è un comune (corregimiento) della Repubblica di Panama situato nel distretto di Guararé, provincia di Los Santos. Si estende su una superficie di 21,3 km² e conta una popolazione di 550 abitanti (censimento 2010).